# 팍스 브리타니카

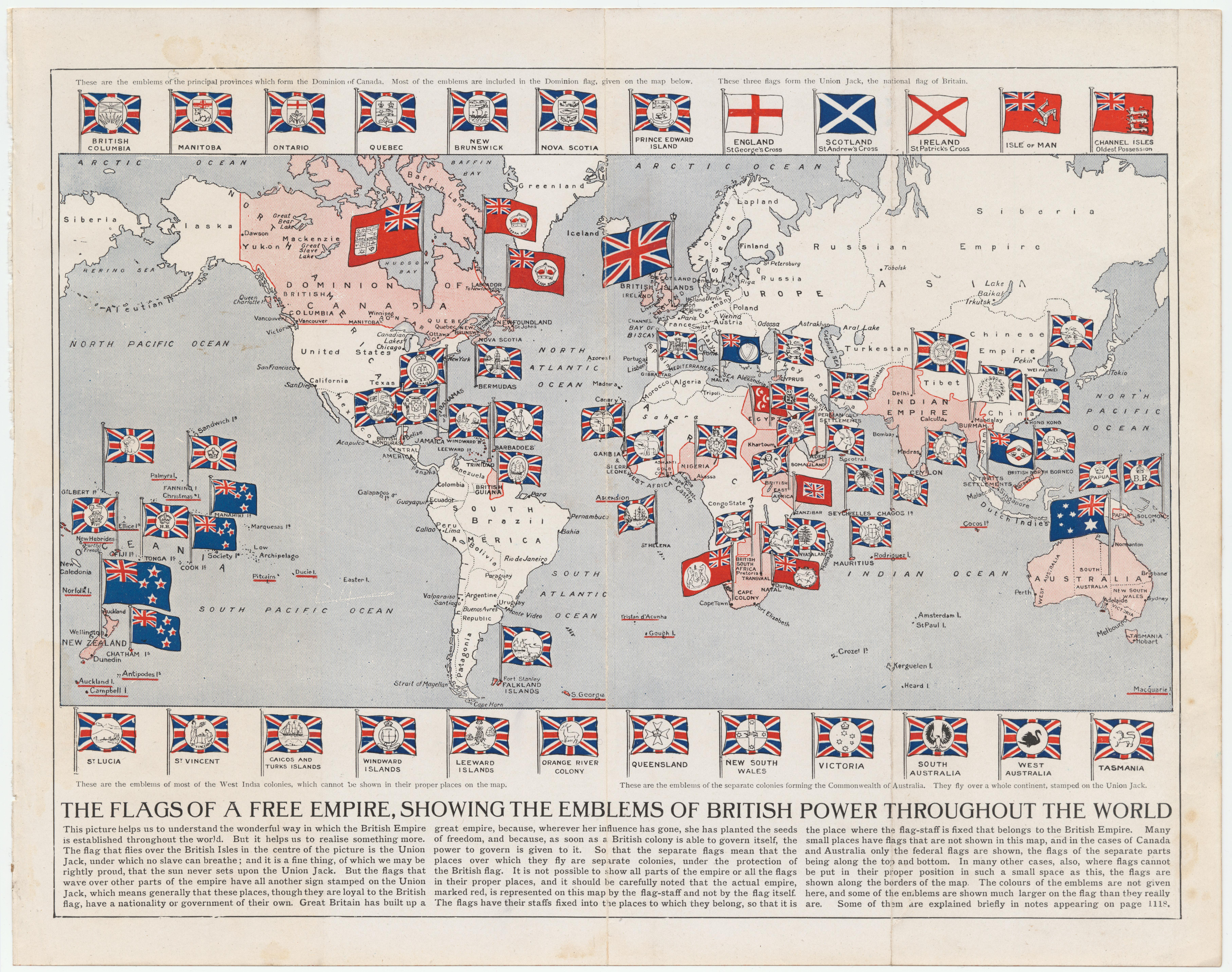

팍스 브리타니카(라틴어: Pax Britannica)는 라틴어로 ‘영국에 의한 평화’를 의미하는 용어로서, 일반적으로 영 제국이 세계 대부분의 주요 해상 무역로들을 관리하면서 사실상 다른 나라는 범접할 수 없을 정도로 강력한 해상 장악권을 구가하여 유럽이 상대적으로 평화로웠던 시기(1815년 - 1914년)를 가리킨다. 1815년 워털루 전투 이후 영국이 대외 팽창주의를 본격적으로 추구하기 시작하면서 영국 제국주의 시대가 도래하였다. 이때부터 팍스 브리타니카의 시대가 시작된 것이다.

## 역사
빈 회의 이후로 대영 제국은 강력한 해군력과 특별히 걸출한 국가가 없는 유럽 내에서 힘의 균형을 유지하기 위한 외교적인 노력을 통하여 경제를 지속적으로 발전시켜나갔다.
팍스 브리타니카는 빈 회의에 의해 확립되었던 대륙 질서가 붕괴되면서 약화되기 시작하였다. 유럽 강대국들과의 관계에 있어서는 크림 전쟁을 야기한 오스만 제국의 쇠퇴와 프로이센-프랑스 전쟁 이후 이탈리아와 독일 같이 새로이 등장한 민족 국가의 출현 등의 여러 가지 상황이 겹치면서 긴장 국면에 들어섰다. 크림 전쟁과 프로이센-프랑스 전쟁 이 두 전쟁에는 당시 유럽의 강대국들과 군대들이 복잡하게 휘말려 들었다. 한발 더 나아가서 독일 제국과 미국 등이 산업화 시대를 맞이하게 되면서 1870년대 이후로 줄곧 누려왔던 공업 분야에서의 영국의 절대적인 우위는 크게 쇠락하게 되었다.

## 같이 보기
- 대영 제국
- 팍스 아메리카나